# Baker Street Station
 Denne artikel omhandler London Underground-stationen på Baker Street. Opslagsordet har også en anden betydning, se Baker Street (flertydig).
Baker Street Station er en London Underground-station i krydset mellem Baker Street og Marylebone Road. Stationen ligger i takstzone 1 og betjener fem forskellige linjer. Det er en af de oprindelige stationer fra Metropolitan Railway (MR), verdens første undergrundsbane, og åbnede i 1863.
På Circle og Hammersmith & City lines er den mellem Great Portland Street og Edgware Road. På Metropolitan line er den mellem Great Portland Street og Finchley Road. På Bakerloo line er den mellem Regent's Park og Marylebone og på Jubilee line er den mellem Bond Street og St. John's Wood.

## Lokalitet
Stationen er beliggende på Baker Street (Bakerloo og Jubilee), Chiltern Street (Circle og Hammersmith & City; kun adgang med billet, andre kan få adgang via Metropolitan-stationen) and Marylebone Road (Metropolitan) i Marylebone, London. I nærheden ligger attraktionerne Regent's Park, Lord's Cricket Ground, Madame Tussauds, Royal Academy of Music og Sherlock Holmes Museum.

## Historie
Baker Street Station blev åbnet af MR den 10. januar 1863 (disse spor bliver nu benyttet af Circle og Hammersmith & City lines). Den 13. april 1868 åbnede MR den første del af Metropolitan and St John's Wood Railway som en afgrening af den eksisterende bane. Denne bane, der betjener perronerne i fri luft, blev jævnt forlænget til Willesden Green og nordpå indtil Aylesbury Town og Verney Junction (cirka 80 km fra Baker Street) i 1892. MR-stationen konkurrerede primært om trafik med Euston, hvor LNWR ydede lokaltog til Middlesex og Watford, og senere med Marylebone, hvor GCR kørte lyntog til Aylesbury og stationer længere ude af samme bane.
I løbet af de næste årtier blev denne del af stationen massivt udbygget til fire perronspor. Det nuværende Metropolitan line-layout stammer i store træk fra 1925 og størstedelen af den overjordiske bygning, designet af arkitekt Charles Clark, stammer også fra denne periode.
Baker Street & Waterloo Railway (BS&WR, nu Bakerloo line) åbnede den 10. marts 1906. Baker Street var banens midlertidige nordlige endestation, indtil den blev forlænget til Marylebone Station den 27. marts 1907. Den oprindelige stationsbygning var på Baker Street og gav adgang til de dybtliggende perroner med elevatorer, men disse blev suppleret med rulletrapper i 1914, der forbandt Metropolitan line og Bakerloo line-perronerne med en ny forhal udgravet under Metropolitan line.
Efter at have bygget et supplerende sydgående perronspor og forbundet de dybtliggende tunneller mellem Baker Street og Finchley Road Stationer, overtog Bakerloo line den 20. november 1939 Metropolitan lines stoptogsbetjening mellem Finchley Road og Wembley Park og dennes Stanmore-afgrening. Den nuværende Bakerloo-billethal og rulletrapperne til den lave forhal blev bygget i sammenhæng med den nye betjening.
Jubilee line tilføjede et yderligere nordgående perronspor og erstattede Bakerloo line-togene til Stanmore, da denne åbnede den 1. maj 1979.
Den 23. august 1973 blev der fundet en bombe i en bærepose i billethallen. Bomben blev uskadeliggjort af ammunitionsrydningstjenesten. En uge senere, den 30. august, fandt en ansat endnu en bombe, efterladt på gangbroen. Denne blev også uskadeliggjort uden tilskadekomst.

## I dag
Der er for få eller ingen kildehenvisninger i dette afsnit, hvilket er et problem. Du kan hjælpe ved at angive troværdige kilder til de påstande, som fremføres.

Af de oprindelige MR-stationer er Circle og Hammersmith and City lines udgravede perroner de bedst bevarede. Mindetavler omkring perronerne viser gamle planer og fotografier af stationen.
Stationslayoutet er ret komplekst. Stationen i afgravning er forbundet til Metropolitan line-stationen, der ligger i åben luft. Denne er en endestation for nogle Metropolitan line-tog, men der er også en forbindende kurve, der skaber forbindelse til Circle line lige efter perron, der giver Metropolitan line-togene mulighed for at køre til Aldgate i City of London.
Nedenunder denne er der en dybtliggende station til Bakerloo og Jubilee lines. Perronerne her ligger som cross-platform interchange, og der er forbindelse mellem de to linjer lige nord for stationen. Med i alt 10 perronspor er Baker Street den London Underground-station med flest perronspor.
Udenfor Marylebone Road-udgangene er der opstillet en stor statue af Sherlock Holmes, for at hylde den fiktive detektivs tilknytning med 221B Baker Street. En restaurering i 1980'erne af den ældste del af Baker Street Station, bragte den tilbage til noget der minder om udseendet i 1863.
Stationen bestyres af Metropolitan lines forvaltningsteam. Banens kontorer er i nærheden af stationen.

## Trinfri adgang
I 2008 foreslog TfL et projekt, der skal give trinfri adgang til perroner under overfladen. Projektet var et TfL-finansieret før-OL-projekt. Projektet var en del af strategien om handicapvenlig transport, udført af London 2012 Olympic Delivery Authority og London Organising Committee of the Olympic and Paralympic Games.
Adgang til Metropolitan line-sporene 1-4 (betjener tog til og fra Finchley Road) udstyres med en bro fra Bakerloo og Jubilee line-billethallen, med en elevator fra broen til hver ø-perron. Gennem en passage fra spor 1-2, vil dette også give trinfri adgang til spor 5 (Circle og Hammersmith & City lines østlige tog). Adgang til spor 6 (Circle og Hammersmith & City line vestgående tog) vil skabes ved nedrivning af den trekantede bygning udenfor stationen, på nordsiden af Marylebone Road, og overtagelse af gangtunnelen under Marylebone Road for at give en forbindlse mellem en elevator op fra spor 5 til gangtunnelen og en elevator i den anden ende af gangtunnelen ned til spor 6. Erstatningen for den trekantede bygning vil også fungere som nødudgang for stationen.
TfL søgte om planlægningstilladelse for at skabe adgang til spor 5 og 6 den 1. oktober 2008, men ansøgningen var efterfølgende trukket tilbage. Delen af det foreslåede program om at skabe trinfri adgang til spor 1-4 er indenfor TfL's tilladte udviklingsrettigheder, og kræver således ikke planlægningstilladelse. TfL annoncerede den 31. marts 2009, at grundet bindinger i budgettet vil trinfri-programmet blive udskudt.

## Perronforlængelser
For at håndtere det nye, længere S-materiel, der begyndte drift på visse Metropolitan line-afgange i august 2010, er spor 1 og 4 blevet forlænget.

## I populærkulturen
Arbejdere kan ses udgrave Baker Street for The Underground i en scene fra 2011-filmen Sherlock Holmes 2: Skyggespillet, sat i 1891.

## Transportforbindelser
London buslinjer 2, 13, 18, 27, 30, 74, 82, 113, 139, 189, 205, 274, 453 og natlinjerne N13, N18 og N74.